# Firman

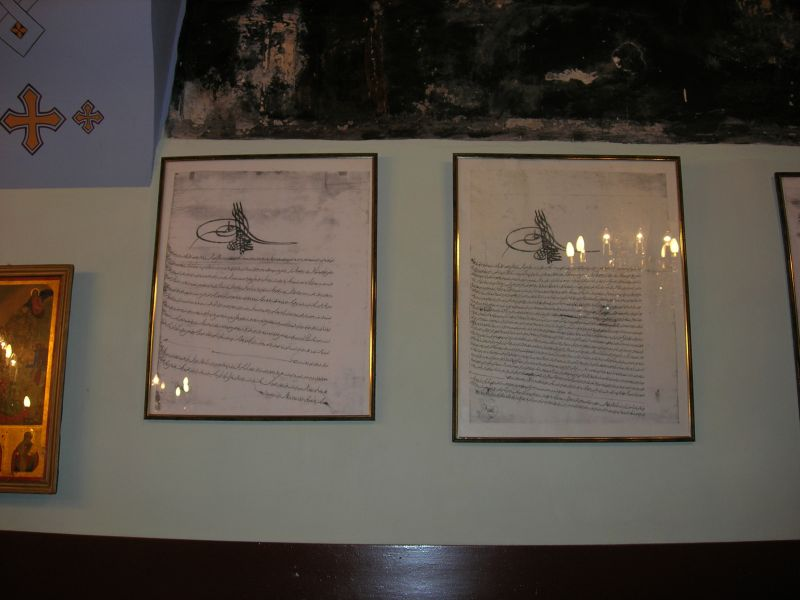
Firmany Mehmeda II. a Bajezida II., které darovaly jednu budovu v Istanbulu místní řecké ortodoxní komunitě

Firman (z perského فرمان, farmân = „dekret“, „řád“, turecky Ferman) je označení pro nařízení či dekrety vydávané v některých historických muslimských státech, zejména v Osmanské říši, Mughalské říši či Íránu za vlády šáhů.

## Firmany v Osmanské říši
V Osmanské říši odvozoval sultán svou autoritu od své role obhájce islámského práva, které však nepokrývalo veškeré aspekty osmanského společenského a politického života. Pro regulaci těchto záležitostí (jako například povinnosti a oděv aristokracie) proto sultán vydával firmany.
Firmany se shromažďovaly v kodexech, nazývaných kanun (z řeckého Κανών kanon). Kanuny představovaly formu sekulárního a správního práva a považovaly se za platné rozšíření náboženského zákona.